# Série de Neumann
Uma série de Neumann é uma série matemática da forma
{\displaystyle \sum _{n=0}^{\infty }T^{n}}
onde {\displaystyle T:X\rightarrow X} é um operador linear contínuo sobre um espaço normado {\displaystyle \left.X\right.} e {\displaystyle \left.T\right.^{0}:=\mathrm {I} }, o operador identidade. Assim, {\displaystyle \left.T^{n}\right.} é uma notação matemática para {\displaystyle \left.n\right.} operações consecutivas do operador {\displaystyle \left.T\right.}. Isto generaliza a série geométrica.
A série é denominada em memória do matemático Carl Neumann, que a usou em 1877 no contexto da teoria do potencial. A série de Neumann é usada em análise funcional. Forma a base da série de Liouville-Neumann, usada para resolver equações integrais de Fredholm. Também é fundamental no estudo do espectro de operadores limitados.

## Propriedades
Suponha que T é um operador limitado no espaço normado X. Se a série de Neumann converge na norma operacional, então I – T é inversível e sua inversa é a soma da série
{\displaystyle (\mathrm {I} -T)^{-1}=\sum _{n=0}^{\infty }T^{n}.}
Um caso no qual a convergência é garantida é quando X é um espaço de Banach e |T| < 1 no operador norma. Contudo, existem resultados para os quais encontra-se uma condição mais fraca em que a série converge.

## O conjunto dos operadores inversíveis é aberto
Um corolário é que o conjunto de operadores inversíveis entre dois espaços de Banach B e B' é aberto na topologia induzida pelo operador norma. Realmente, seja S : B → B' um operador inversível e seja T: B → B' outro operador. Se |S – T | < |S–1|–1, então T é também inversível. Isto obtém-se ao expressar T como
{\displaystyle T=S(\mathrm {I} -(\mathrm {I} -S^{-1}T)),\ }
e aplicando o resultado da seção prévia sobre o segundo fator. A norma de T−1 pode ser limitada por
{\displaystyle |T^{-1}|\leq {\tfrac {1}{1-q}}|S^{-1}|\quad {\text{onde}}\quad q=|S-T|\,|S^{-1}|.}